# دایی‌جان ناپلئون (رمان)
دایی جان ناپلئون رمانی طنز در گونهٔ داستان بلوغ از ایرج پزشکزاد است که سالِ ۱۳۴۹ منتشر شد. این رمان که از پرفروش‌ترین کتاب‌های ایرانی‌ست، با لحنی طنز تیپ‌های شخصیت‌های جامعهٔ ایرانی را به ریشخند می‌گیرد.
ناصر تقوایی در سال ۱۳۵۵ مجموعهٔ تلویزیونی دایی جان ناپلئون را از روی این کتاب ساخت.

## نگارش و چاپ داستان
ایرج پزشکراد در سخنرانی به مناسبت بزرگداشت خود در لس‌آنجلس درباره به نگارش درآمدن داستان می‌گوید:« یک دوستی داشتم، تورج فرازمند، که آدم فوق‌العاده‌ای بود و از لحاظ فهم و شعور و ذوق هنری نظیر نداشت. من مامور (وزارت خارجه ایران) بودم در ژنو و تصادفاً تورج فرازمند چند روزی به آنجا آمده بود. پرسید کار تازه چی داری؟ گفتم و او سه ساعت تمام گوش کرد و تشویق فوق‌العاده‌ای کرد از دایی جان ناپلئون. خبرش را تورج به تهران برد و وقتی به تهران رفتم به اصرار فراوان دوستان در مجله « فردوسی»، قبول کردم که به صورت پاورقی در آنجا چاپ بشود.» 

## ترجمه به زبان‌های دیگر
ترجمه این کتاب به زبان روسی در سال ۱۹۸۱ منتشر شده‌است.
دیک دیویس دایی جان ناپلئون را در سال ۱۹۹۶ به انگلیسی ترجمه کرده و با مهارت بسیار، طنز کتاب را در ترجمه خود منتقل نموده‌است.
در ۲۰۱۱ انتشارات آکت سود در پاریس ترجمهٔ فرانسوی این اثر را به همت سرور کسمایی به چاپ رساند.
نشر عم عوود در سال ۲۰۱۲ این کتاب به زبان عبری به ترجمه مژگان نوی را منتشر ساخت.
این کتاب همچنین توسط محمد م. ایزدی به نروژی ترجمه و توسط انتشارات سولوم بوکونن (Solum Bokvennen) در سال ۲۰۱۹ منتشر شده‌است.
این کتاب توسط ماریا و کریستین لوتزه Maria lutzen , Kristian lutze به زبان آلمانی هم ترجمه شده‌است.

## برخی از شخصیت‌های داستان
- شخصیت دایی‌جان ناپلئون تبلور کسانی است که با ساده‌اندیشی دچار توهم انگلیسی ترسی هستند.
- سعید شخصیت عاشق‌پیشه جوان و کم تجربه‌ای‌ست که در عشقش شکست می‌خورد.
- حامی سعید اسدالله میرزا یا عمو اسدالله است که تلخی‌های روزگار از او مردی باتجربه و آسان‌گیر ساخته که زندگی در لحظه را به هیچ عشق یک طرفه‌ای نمی‌فروشد. پزشکزاد از شخصیت یکی از آشنایانش به نام ابوالفضل میرزا و همچنین تورج فرازمند در پردازش شخصیت اسدلله میرزا الهام گرفته‌است.[۱۵]

## جدل بر سر اصالت داستانی
ابراهیم یونسی در سال ۱۳۸۸ در مصاحبه‌ای می‌گوید وی رمان زندگی و عقاید آقای تریسترام شندی اثر لارنس استرن را «از روی لج و لجبازی» ترجمه کرده‌است تا دست ایرج پزشک‌زاد را در نوشتن دایی‌جان ناپلئون رو کند. وی معتقد است این رمان عیناً از تریسترام شندی کپی‌برداری شده و صرفاً شخصیت‌ها و وقایعش بومی‌سازی شده‌اند.